# 31671 Masatoshi
31671 Masatoshi è un asteroide della fascia principale. Scoperto nel 1999, presenta un'orbita caratterizzata da un semiasse maggiore pari a 3,0099393 UA e da un'eccentricità di 0,1876984, inclinata di 2,07023° rispetto all'eclittica.